# Madrid (New York)
Madrid è un comune (town) dello stato di New York, situato nella contea di St. Lawrence. Nel 2016 aveva 1 678 abitanti.
Fondata agli inizi del XIX secolo, prende nome dalla capitale della Spagna.